# Покемон (аніме)
«Покемон» (яп. ポケットモンスター, покетто монсута) (англ. Pokémon, від англ. Pocket Monsters — кишенькові монстри) — популярне дитяче аніме, зняте за мотивами однойменної серії відеоігор і частина медіафраншизи «Покемон». Триває від 1997 року. Крім того, щороку виходять повнометражні фільми, що доповнюють і розширюють сюжет аніме. Прем'єра першого епізоду «Покемон! Я обираю тебе!» відбулася 1 квітня 1997 в Японії на телеканалі TV Tokyo.
Аніме набуло всесвітньої популярності і транслюється в 75 країнах світу. У США до восьмого сезону ліцензіатом серіалу була 4Kids Entertainment, тепер же ним є Pokémon USA Inc.
З 2000—2002 роках транслювався на каналах «ОРТ» (Росія) та «Інтер» (Україна) у російському дубляжі української студії «Пілот». Українською мовою озвучено на замовлення телеканалу «НТН».

## Сюжет
Дія серіалу відбувається у вигаданому всесвіті, виконаному в антуражі альтернативної сучасності. У цьому світі живуть покемони — істоти, які замінюють звичних нам тварин. Люди, що називаються тренерами покемонів, тренують їх для битв з покемонами інших тренерів: певною мірою битви покемонів нагадують спортивні змагання. Бої проходять до моменту, поки один з покемонів не падає без свідомості або його тренер не здається — до смерті сутички не відбуваються ніколи. Як правило, сильні й досвідчені тренери користуються повагою. Головний герой — тренер покемонів Еш Кетчум. Разом зі своїм першим покемоном Пікачу (у той час як їхні супутники впродовж всього аніме постійно змінювалися), іншими своїми покемонами й друзями-тренерами, Еш подорожує всім світом, щоб стати Майстром покемонів — найкращим з тренерів.

## Сезони
| Сезон              | Сезон   | Назва                                          | Серій   | Транслювання      | Транслювання      |
| Сезон              | Сезон   | Назва                                          | Серій   | Початок сезону    | Кінець сезону     |
| Початок            | Початок | Початок                                        | Початок | Початок           | Початок           |
| ------------------ | ------- | ---------------------------------------------- | ------- | ----------------- | ----------------- |
|                    | 1       | Ліга Індіго                                    | 82      | 1 квітня 1997     | 6 серпня 1998     |
|                    | 2       | Пригоди на Помаранчових Островах               | 36      | 9 липня 1998      | 7 жовтня 1999     |
| Золото та Срібло   |         |                                                |         |                   |                   |
|                    | 3       | Хроніки Джото                                  | 41      | 29 липня 1999     | 27 липня 2000     |
|                    | 4       | Чемпіони Ліги Джото                            | 52      | 3 серпня 2000     | 2 серпня 2001     |
|                    | 5       | Квест Майстра                                  | 65      | 9 серпня 2001     | 14 листопада 2002 |
| Рубін та Сапфір    |         |                                                |         |                   |                   |
|                    | 6       | Новітнє                                        | 40      | 21 листопада 2002 | 28 серпня 2003    |
|                    | 7       | Новітній Виклик                                | 52      | 4 вересня 2003    | 2 вересня 2004    |
|                    | 8       | Новітня Битва                                  | 54      | 4 вересня 2004    | 29 вересня 2005   |
|                    | 9       | Кордон Битв                                    | 47      | 6 жовтня 2005     | 14 вересня 2006   |
| Діамант та Перлина |         |                                                |         |                   |                   |
|                    | 10      | Діамант та Перлина                             | 52      | 28 вересня 2006   | 25 жовтня 2007    |
|                    | 11      | Діамант та Перлина: Вимір Битв                 | 52      | 8 листопада 2007  | 4 грудня 2008     |
|                    | 12      | Діамант та Перлина: Галактичні Битви           | 53      | 4 грудня 2008     | 24 грудня 2009    |
|                    | 13      | Діамант та Перлина: Переможці Ліги Сінно       | 34      | 7 січня 2010      | 9 вересня 2010    |
| Чорне і Біле       |         |                                                |         |                   |                   |
|                    | 14      | Чорне і Біле                                   | 50      | 23 вересня 2010   | 15 вересня 2011   |
|                    | 15      | Чорне і Біле: Долі Суперників                  | 49      | 22 вересня 2011   | 4 жовтня 2012     |
|                    | 16      | Чорне і Біле: Пригоди у Юнові (І За Її Межами) | 45      | 11 жовтня 2012    | 26 вересня 2013   |
| XY                 |         |                                                |         |                   |                   |
|                    | 17      | XY                                             | 48      | 17 жовтня 2013    | 30 жовтня 2014    |
|                    | 18      | Квест Калосу                                   | 45      | 13 листопада 2014 | 22 жовтня 2015    |
|                    | 19      | XYZ                                            | 47      | 29 жовтня 2015    | 27 жовтня 2016    |
| Сонце і Місяць     |         |                                                |         |                   |                   |
|                    | 20      | Сонце і Місяць                                 | 43      | 17 листопада 2016 | 21 вересня 2017   |
|                    | 21      | Сонце і Місяць: Ультрапригоди                  | 48      | 5 жовтня 2017     | 14 жовтня 2018    |
|                    | 22      | Сонце і Місяць: Ультралегенди                  | 54      | 21 жовтня 2018    | 3 листопада 2019  |
| Мандри             |         |                                                |         |                   |                   |
|                    | 23      | Мандри                                         | 48      | 17 листопада 2019 | 4 грудня 2020     |
|                    | 24      | Вирішальна мандрівка                           | 47      | 11 грудня 2020    | 28 січня 2022     |

## «Ліга Індіго»
Після успіху Pokémon Red і Blue було прийнято рішення зробити аніме-екранізацію цієї гри, а згодом і наступних ігор серії. Серіалом почала займатися студія Oriental Light & Magic за фінансової підтримки Nintendo, TV Tokyo і Shogakukan. Перший епізод аніме, названий «Покемон! Я вибираю тебе!» була показана 1 квітня 1997 року. З тих пір вийшло понад 700 епізодів (випуск продовжується досі). «Покемон» також має повнометражні фільми, частина з яких була показана в кінотеатрах. Разом з повнометражними виходять короткометражні фільми. На даний момент вийшло 14 повнометражних фільмів і 14 короткометражних, готується до виходу 15-й повнометражний і 15-й короткометражний фільми.
Проєкт очолив Кініхіко Юяма. В розробленні аніме-серіалу також брав участь Таджірі. Головним сценаристом виступив Такесі Сюдо, а дизайнером персонажів займалася художниця Саюрі Ітісі. При створенні аніме було змінено ім'я головного героїв: в іграх його звали Ред, але сценаристи нарекли його Сатоші (в честь Сатоші Таджірі), а його суперника Гріна — Сігеру (в честь Сігеру Міямото). Спочатку планувалося, що головним покемоном буде Пеппі (Клейфері на західному варіанті), як в манзі «Pokémon Pocket Monsters», але було прийняте рішення зробити першим покемоном Сатоші Пікачу. Супутниками Сатоші було вирішено зробити спеціалістку з водних покемонів Касумі та знавця кам'яних покемонів Такесі (в оригінальних іграх Ред їх також зустрічає, але з ними не подорожує). Лиходіями виступили члени злочинної організації Команда R (вона також фігурувала в іграх): дівчина Мусасі, хлопець Кодзіро і покемон, який уміє розмовляти, Нясу — цих трьох лиходіїв придумали спеціально для серіалу.
У другому сезоні серіалу сценаристи прибрали Такесі, оскільки визнали, що він не подобається західній публіці через «расистський стереотип», втім, згодом повернувши його в третьому сезоні. Також спочатку планувалося, що в GS-болі буде покемон Селебі, але потім було прийнято рішення зробити про Селебі повнометражний фільм, а сюжетну лінію з GS-болом згодом обірвали в надії, що фанати про нього просто забудуть.
Після оригінального серіалу Касумі майже не з'являлася, пізніше заміна головних героїв стала відбуватися в кожному серіалі. На питання, чи повернеться Касумі в аніме, один з творців серіалу, Масаміцу Хідака, відповів, що, можливо, ще повернеться, але більше ніколи не буде на головних ролях.
Сам Юяма стверджує, що над сюжетом працюють кілька режисерів і сценаристів, але оскільки Юяма їх очолює, останнє рішення завжди залишається за ним, і він завжди намагається знайти «золоту середину» між думками всіх сценаристів. Масаміцу Хідака в інтерв'ю сайту PokéBeach розповів, що на створення серії йде по пів року, плюс один-півтора місяця на озвучення, а на написання сценарію йде близько тижня. На створення ж повнометражного фільму йде рік.

### Локалізація
Дублюванням аніме займалася студія 4Kids Entertainment. При перекладі аніме на англійську мову він зазнав певної цензури, зокрема, було прибрано жарти на сексуальну тему, що допускалися в японській культурі. В Америці не було показано кілька епізодів, які не пройшли цензуру. Імена майже всіх персонажів також було змінено: Сатоші став Ешем, Касумі — Місті, а Такесі — Броком. Мусасі і Кодзіро перейменували в Джесі і Джеймса (на честь знаменитого американського злочинця Джессі Джеймса). Крім цього, майже всі японські назви було замінено на англомовні і виконано в іншому стилі. 4Kids Entertainment намагалася прибирати відсилання до японської культури з серіалу, наприклад, рисові кульки оніґірі, популярну японську закуску (в різних серіях називали еклерами або пончиками), а в сезоні «Покемон: Нова битва» їх стали перемальовувати на сендвічі. Через труднощі з авторськими правами в американській версії аніме замінено фонову музику. Прем'єра аніме-серіалу в Америці відбулася восени 1998 року. Починаючи з дев'ятого сезону, «Покемон: Край Битв», дубляжем серіалу займається Pokémon USA, Inc.

## Дубляж та закадрове озвучення
Російський дубляж студії «Пілот»
| Актор              | Роль                                      |
| ------------------ | ----------------------------------------- |
| † Микола Карцев    | оповідач, професор Оук, Джованні, епізоди |
| Ганна Левченко     | Еш Кетчум, епізоди                        |
| Дмитро Завадський  | Брок, епізоди                             |
| Анатолій Зіновенко | Джеймс, Мяут, епізоди                     |
| Тетяна Зіновенко   | Місті, епізоди                            |
| Олена Хижна        | Джессі, епізоди                           |

Українське двоголосе закадрове озвучення (1—4 сезони) спеціально для телеканалу «НТН»
| Актор             | Роль              |
| ----------------- | ----------------- |
| Дмитро Завадський | всі чоловічі ролі |
| Лідія Муращенко   | всі жіночі ролі   |

Український дубляж студії «Le Doyen» (23—24 сезони) спеціально для компанії «Netflix»
| Актор               | Роль           |
| ------------------- | -------------- |
| Тимофій Марченко    | Еш Кетчум      |
| Дмитро Зленко       | Ґо             |
| Єлизавета Кучеренко | Хлоя           |
| В’ячеслав Дудко     | Професор Серіс |
| Павло Скороходько   | Мяут           |
| Олена Борозенець    | Джессі         |
| Олександр Погребняк | Джеймс         |
| Андрій Альохін      | Професор Оук   |
| Дмитро Тварковський | Рен            |
| Анна Соболєва       | Кріса          |
| Людмила Ардельян    | Делія Кетчум   |
| Ярослав Сидоренко   | Леон           |
| Максим Кондратюк    | Оповідач       |